# Basilique Saint-Ulrich-et-Sainte-Afre
La basilique Saint-Ulrich-et-Sainte-Afre (Basilika St. Ulrich und Afra) est une église catholique d'Augsbourg dans le Sud de l'Allemagne. Elle est consacrée à saint Ulrich et à sainte Afre et dépend du diocèse d'Augsbourg.

## Historique

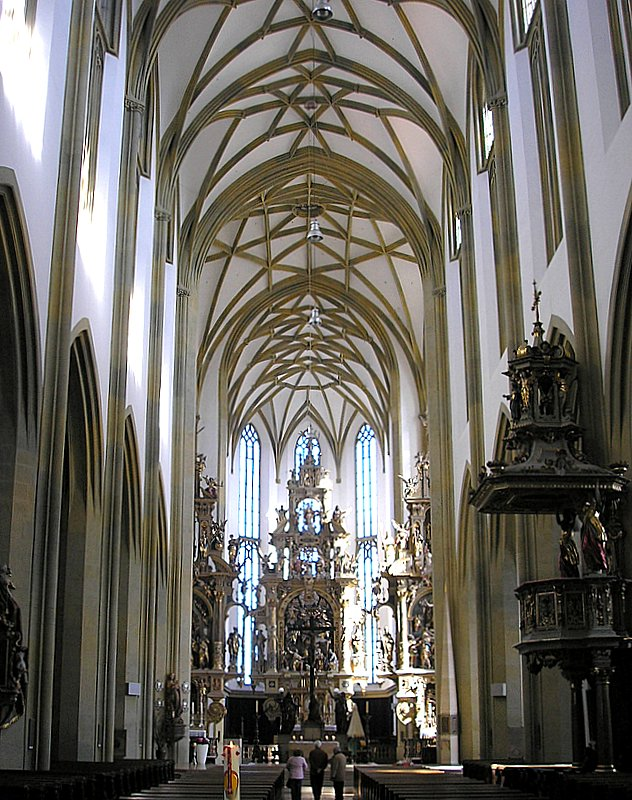
La nef de la basilique.

Plusieurs églises se succèdent à cet emplacement depuis le IXe siècle, à l'époque carolingienne, jusqu'au XVe siècle. Elles sont consacrées au pèlerinage de sainte Afre, morte en 304. Des églises sont construites en son honneur dans les environs depuis le Ve siècle. Les Magyars païens détruisent certains édifices, ou bien ils sont victimes d'incendies. Une abbaye bénédictine est fondée en 1012, donnant un nouvel essor à ce quartier.
L'église actuelle date des environs de 1474. Les travaux se poursuivent au début du XVe siècle, par l'architecte Engelberg, puis elle est agrandie. Elle est terminée en 1604 et sert d'abbatiale au monastère.
Lorsque le recès d'Empire de 1803, inspiré de Napoléon Bonaparte, sécularise (c'est-à-dire exproprie) les biens d'Église pour indemniser les différents souverains allemands de leur participation aux guerres napoléoniennes, l'église devient simple église paroissiale.
Elle est élevée au rang de basilique mineure par Pie XI en 1937.

## Architecture
Le bâtiment est un excellent exemple d'architecture gothique en Allemagne. Dans son intérieur, il conserve trois énormes et précieux autels de la Renaissance, considérés chacun comme des chefs-d'œuvre de la sculpture allemande de cette époque. Son haut clocher à coupole en oignon (ou clocher à bulbe), qui domine la ville au sud, a servi de prototype à la construction de nombreuses tours baroques de Bavière.

## Illustrations

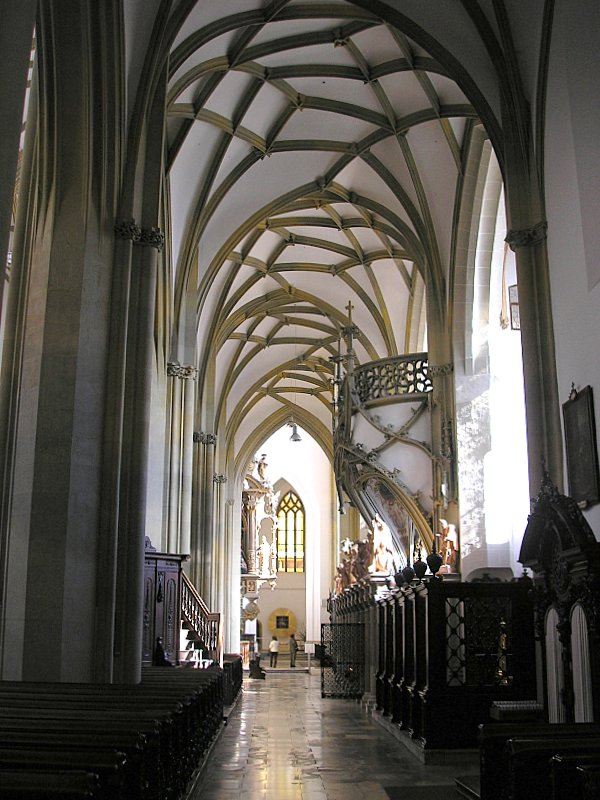
Bas-côté.
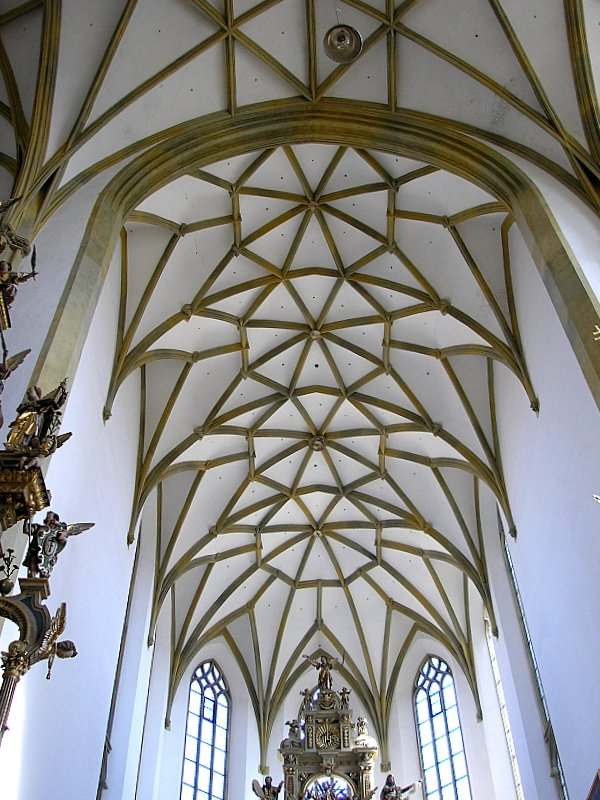
Voûtes de la basilique.
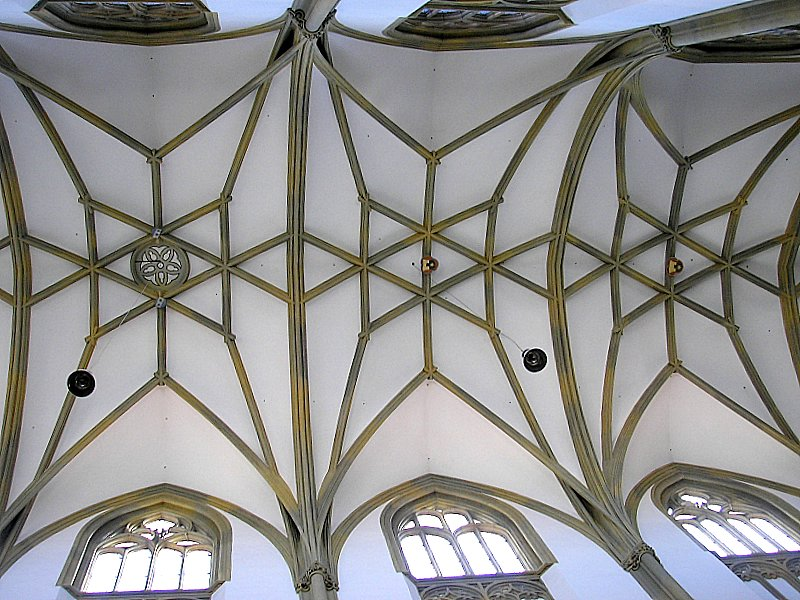
Détail des voûtes.